# Musée de l'occupation de la Lettonie
Le Musée de l'occupation de la Lettonie (letton : Latvijas Okupācijas muzejs) est un musée et un établissement d'enseignement historique situé à Riga, en Lettonie. Il a été créé en 1993 pour exposer des objets, archiver des documents et informer le public sur la période de 51 ans du XXe siècle pendant laquelle la Lettonie a été successivement occupée par l'URSS en 1940-1941, puis par l'Allemagne nazie de 1941 à 1944, puis à nouveau par l'URSS de 1944 à 1991. Les programmes officiels des visites en Lettonie de hauts représentants d'autres pays comprennent normalement une visite au Musée de l'Occupation.
L'institution gère également une exposition dans la Corner House, l'ancien siège du KGB à Riga.
Après 10 ans de travaux de reconstruction, une nouvelle exposition permanente a été ouverte au public le 1er juin 2022,. La veille de l'exposition, le président de la Lettonie, Egils Levits, et le ministre de la Culture, Nauris Puntulis, étaient présents.

## Histoire
Le musée a été créé en 1993 après que Paulis Lazda, professeur d'histoire à l'Université du Wisconsin-Eau Claire, ait proposé l'idée au ministère de la Culture de la République de Lettonie de créer un musée couvrant la période d'occupation de la Lettonie, de 1940 à 1991. Cela a conduit à la création de la Fondation du Musée de l'Occupation (FMO), aujourd'hui l'Association du Musée de l'Occupation (AMO), au printemps 1993. La FMO était composée de 11 personnes dont le but était de créer, d'administrer et de financer le musée.
La première exposition du musée a été inaugurée le 1er juillet 1993. L'exposition couvre la période de la première occupation soviétique de la Lettonie de 1940 à 1941. Le musée a été agrandi au cours des années suivantes pour couvrir toute la période d'occupation.

## Mission
La mission déclarée du musée est de:

« - Montrer ce qui s'est passé en Lettonie, tant sur son territoire que pour sa population, sous deux régimes totalitaires d'occupation de 1940 à 1991 ;
- Rappeler au monde les crimes commis par des puissances étrangères contre l’État et le peuple de Lettonie ;
- Entretenir le souvenir des victimes de l’occupation : ceux qui ont péri, ont été persécutés, déportés, ou contraint à fuir la terreur des régimes d’occupation. »

## Collection

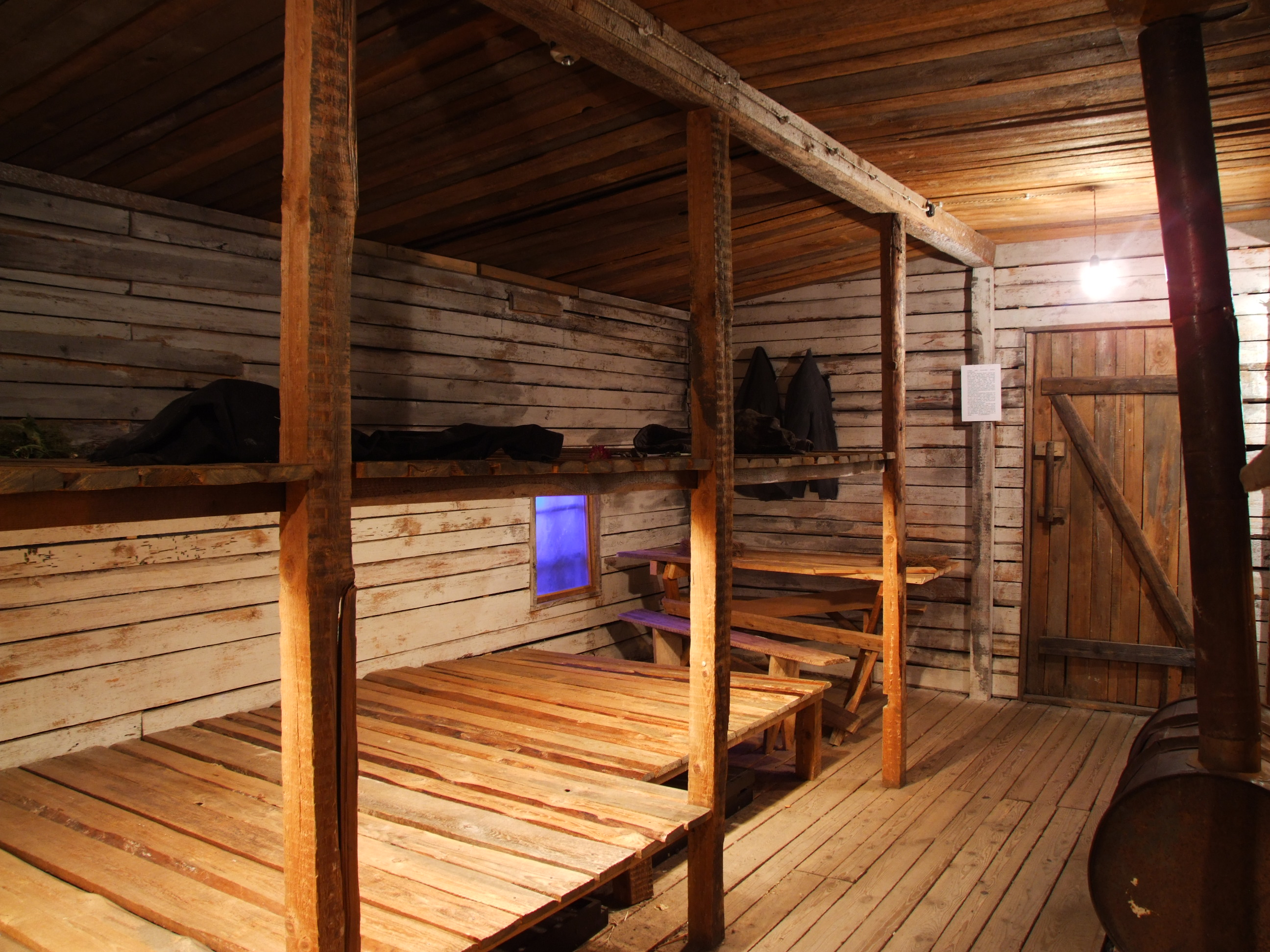
Reconstitution d'une caserne du Goulag dans l'exposition originale

Dès sa création, le musée a commencé à rassembler des objets relatifs aux périodes d'occupation. La collection comptait, début 2017, près de 60 000 pièces enregistrées. La collection comprend également une composante audiovisuelle contenant plus de 2 300 témoignages vidéo de déportés, de réfugiés et d’autres personnes touchées par les occupations de la Lettonie. Le département audiovisuel a également réalisé 10 films documentaires.

## Bâtiment

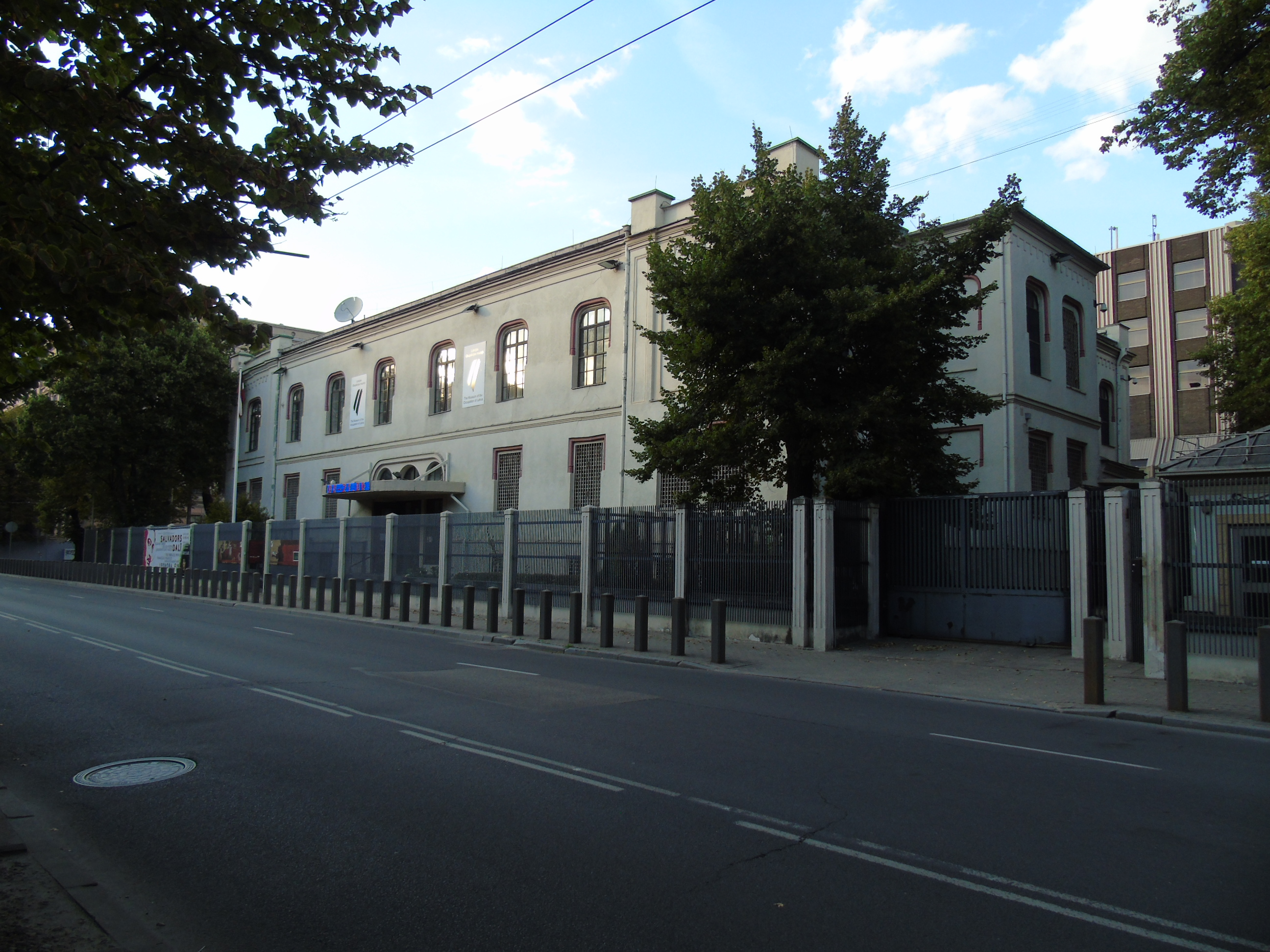
Ancien site du musée au 7 boulevard Raiņa (2012-2022)

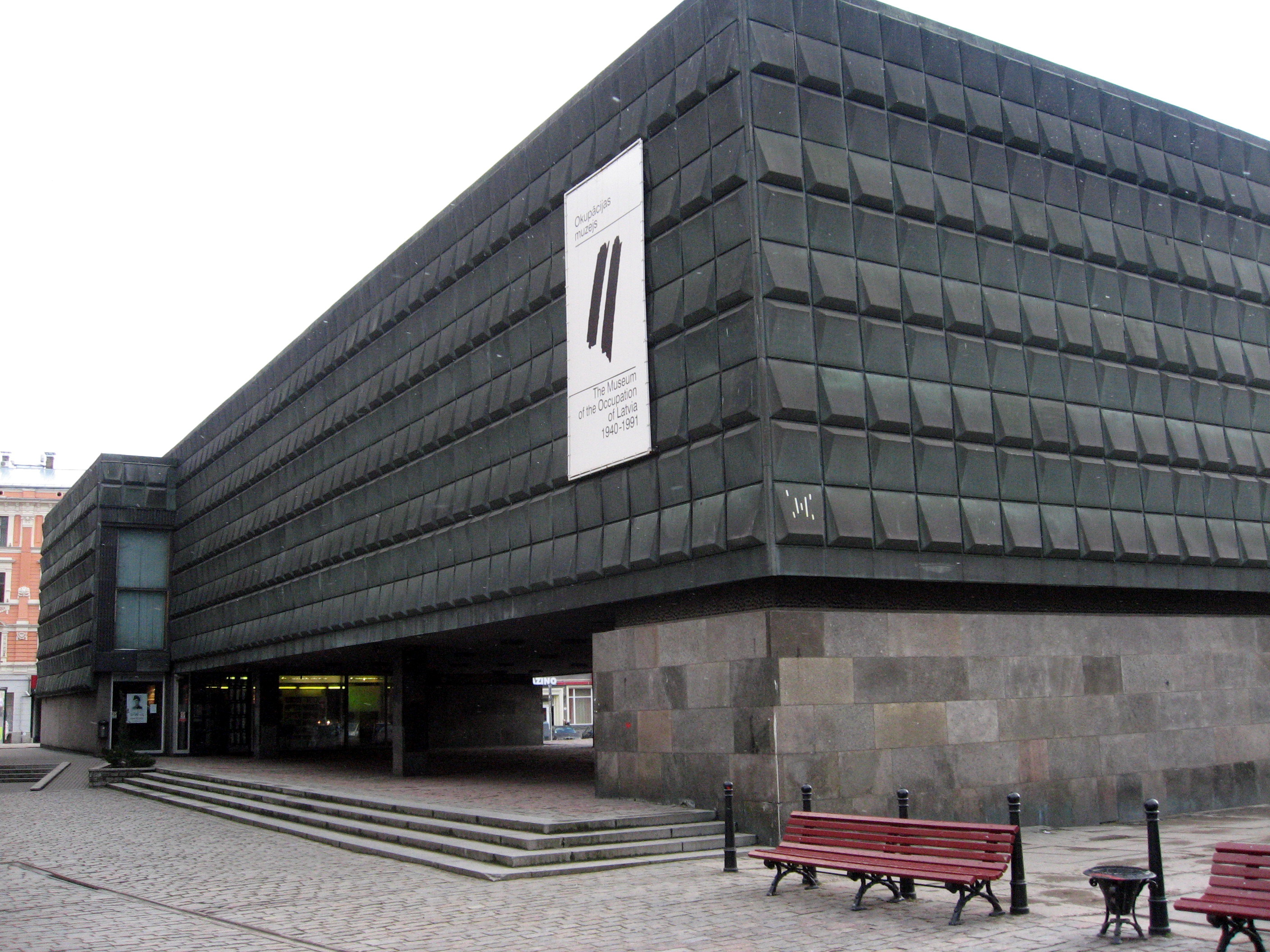
Le bâtiment principal en 2011

Le bâtiment principal du musée a été construit par les Soviétiques en 1971 pour célébrer ce qui aurait été le 100e anniversaire de Lénine. Jusqu'en 1991, il a servi de musée commémorant les tirailleurs rouges lettons. La rénovation prévue du bâtiment, qui a débuté à l'été 2018 après des années de planification et de négociations, a conduit le musée à être temporairement hébergé au 7 boulevard Raiņa, à partir de novembre 2012, sur le site de l'ancienne ambassade des États-Unis, à proximité du Monument de la Liberté,. Il était prévu que le bâtiment rénové du musée, surnommé « Maison pour le futur » et conçu par l'architecte américano-letton Gunnar Birkerts, serait achevé en 2020.
Les travaux ont finalement été achevés fin 2021 et, en novembre, le musée a commencé son déménagement vers le bâtiment d'origine et la construction de la nouvelle exposition permanente. Le mémorial « histoire tactile » (letton : Vēstures taktīla), en forme de mur, dédié aux victimes de l'occupation soviétique a été inauguré à côté du musée à l'été 2021. L'exposition terminée a été ouverte au public le 1er juin 2022,.

## Voir également
- Jour de l'occupation de la République de Lettonie
- Musée des Occupations de Tallinn, Estonie
- Musée des occupations et des luttes pour la liberté de Vilnius, Lituanie